# Eleonora von Toledo (1553–1576)

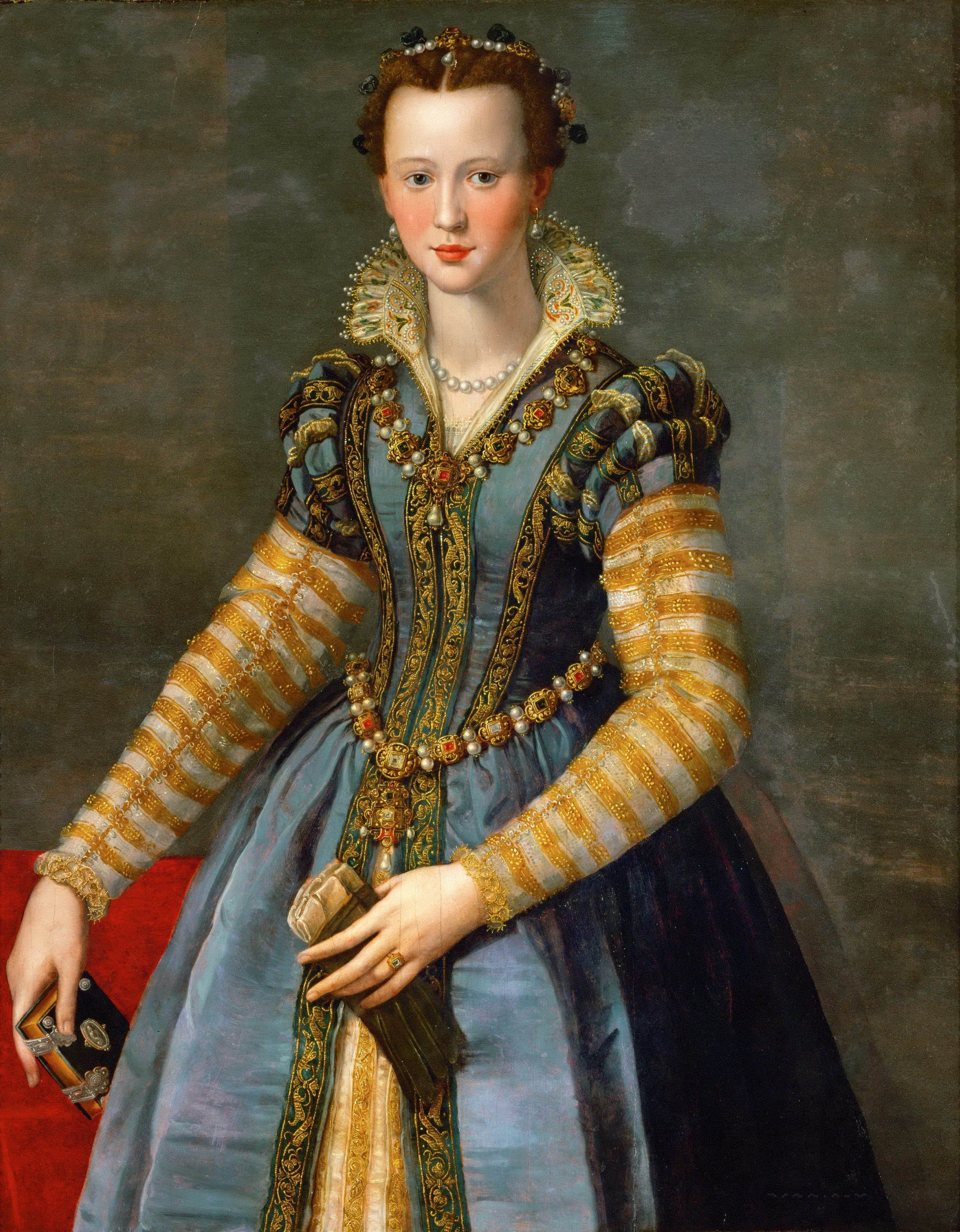
Eleonora von Toledo, Porträt von Alessandro Allori

Eleonora von Toledo (* 1553 in Florenz; † 11. Juli 1576 in Cafaggiolo del Mugello (Ortsteil von San Piero a Sieve)) war die Tochter von Garcia von Toledo und Nichte ihrer gleichnamigen Tante, der Ehefrau des Herzogs Cosimo I. de’ Medici. Sie wurde von Cosimo I. de’ Medici genötigt, seinen Sohn Pietro de’ Medici zu ehelichen. Als dieser sie des Ehebruchs verdächtigte, soll er sie eigenhändig mit seinem Schwert getötet haben.
Die Mordhypothese ist umstritten, bei der Exhumierung im Jahr 1608 fanden sich angeblich keine Hinweise auf einen gewaltsamen Tod.